# Viktor Lundberg
Viktor Lundberg (Solna, 4 de março de 1991) é um futebolista sueco que joga como médio/avançado. Joga actualmente pelo BK Häcken, da Suécia.

## Carreira
Jogou em 2017 com as cores do Marítimo, Portugal.
Em Janeiro de 2018, assinou por três épocas com o BK Häcken, da Suécia

## Títulos
- Campeonato Sueco de Futebol 2009
- Copa da Suécia – 2009
- Supercopa da Suécia – 2010